# Landesregierung Lechner I
Die Landesregierung Lechner I bildet die  Salzburger Landesregierung in der 4. Gesetzgebungsperiode unter Landeshauptmann Hans Lechner von der Wahl Hans Lechners zum Landeshauptmann am 17. April 1961 bis zur Wahl der Nachfolgeregierung Lechner II am 19. Juni 1964.
Nach der Landtagswahl 1959 hatte die Österreichische Volkspartei (ÖVP) drei Regierungssitze errungen, wobei sie den Landeshauptmann, den Zweiten Landeshauptmann-Stellvertreter und einen Landesrat stellte. Auch die Sozialistische Partei Österreichs (SPÖ) konnte drei Regierungssitze für sich beanspruchen und stellte neben dem Ersten Landeshauptmann-Stellvertreter zwei Landesräte. Die Freiheitliche Partei Österreichs (FPÖ) hatte ihren einzigen Regierungssitz gehalten. Nachdem Landeshauptmann Josef Klaus am 10. April 1961 auf sein Amt als Landeshauptmann verzichtet hatte um ins Finanzministerium zu wechseln, wurde der bisherige Landesrat Hans Lechner am 17. April 1961 zum neuen Landeshauptmann gewählt. Als neuer Landesrat folgte ihm an diesem Tag Michael Haslinger nach. Nachdem auch Landeshauptmann-Stellvertreter Bartholomäus Hasenauer (ÖVP) am 31. März 1963 aus der Regierung ausgeschieden war, rückte Haslinger am 3. April 1963 als neuer Landeshauptmann-Stellvertreter nach. Zudem wurde am 3. April Rupert Wolfgruber als neuer Landesrat in die Regierung gewählt.

## Regierungsmitglieder
| Amt                                                                 | Name                   | Partei | Ressorts |
| ------------------------------------------------------------------- | ---------------------- | ------ | -------- |
| Landeshauptmann                                                     | Hans Lechner           | ÖVP    |          |
| 1. Landeshauptmann-Stellvertreter                                   | Franz Peyerl           | SPÖ    |          |
| 2. Landeshauptmann-Stellvertreter ab 3. April 1963, zuvor Landesrat | Michael Haslinger      | ÖVP    |          |
| Landesrat                                                           | Josef Kaut             | SPÖ    |          |
| Landesrat                                                           | Josef Weisskind        | SPÖ    |          |
| Landesrat ab 3. April 1963                                          | Rupert Wolfgruber      | ÖVP    |          |
| Landesrat                                                           | Walter Leitner         | FPÖ    |          |
| Vorzeitig ausgeschiedene Mitglieder der Landesregierung             |                        |        |          |
| 2. Landeshauptmann-Stellvertreter bis 31. März 1963                 | Bartholomäus Hasenauer | ÖVP    |          |